# 7e division (Reichswehr)

La 7e division (en allemand : 7. Division, parfois dite 7. Bayerische Division) est une des divisions d'infanterie de la Reichswehr de la République de Weimar dans la période entre-deux-guerres, disparue en octobre 1934.

## Création
Dans l'ordonnance du 31 juillet 1920 pour la réduction de l'armée (pour se conformer à la limite supérieure de la taille de l'armée contenues dans le traité de Versailles), il a été déterminé que, dans tous les Wehrkreis (district militaire), une division serait établi le 1er octobre 1920.
 
La 7e division a été créée en janvier 1921 à partir des Reichswehr-Brigaden 21, 23 et 24, faisant tous partie de l'ancienne Übergangsheer (Armée de transition).
La Division se compose de:
- 3 régiments d'infanterie,
- un régiment d'artillerie,
- un bataillon du génie,
- un bataillon des transmissions,
- un bataillon de transport
- un bataillon médical.

L'unité a cessé d'exister en tant que telle, fin octobre 1934, et ses unités subordonnées ont été transférés à l'une des 21 divisions nouvellement créé cette année-là.

## Commandants
Le commandant de la Wehrkreis VII (Wehrkreiskommando) était en même temps le commandant de la 7e division.
| Grade                  | Nom                                       | Début            | Fin              |
| ---------------------- | ----------------------------------------- | ---------------- | ---------------- |
| General der Infanterie | Arnold Ritter von Möhl                    | 1er octobre 1920 | 1er janvier 1923 |
| Generalleutnant        | Otto von Lossow                           | 1er janvier 1923 | 20 mars 1924     |
| Generalleutnant        | Friedrich Freiherr Kress von Kressenstein | 20 mars 1924     | 31 décembre 1927 |
| General der Infanterie | Adolf Ritter von Ruith                    | 1er janvier 1928 | 31 janvier 1930  |
| Generalleutnant        | Wilhelm Ritter von Leeb                   | 1er février 1930 | 1er octobre 1933 |

## Garnisons
L'état-major de la Division est basé à Munich.

## Organisation

### Subordination
La 7e division est rattachée au Gruppenkommando 2 / Wehrkreiskommando VII

### Ordre de bataille
- Infanterieführer VII
  - 19.(Bayerisches) Infanterie-Regiment
  - 20.(Bayerisches) Infanterie-Regiment
  - 21.(Bayerisches) Infanterie-Regiment
- Artillerieführer VII
  - 7.(Bayerisches) Artillerie-Regiment
- Pionier-Bataillon 7
- Nachrichten-Bataillon 7
- Kraftfahr-Abteilung 7
- Sanitäts-Abteilung 7

## Annexe